# The Eastern Girl
Pour plus de détails, voir Fiche technique et Distribution.
The Eastern Girl ou Her Mountain Home est un film muet américain réalisé par Allan Dwan et sorti en 1912.

## Fiche technique
- Titre original : Her Mountain Home
- Titre alternatif : The Eastern Girl (titre de travail)
- Réalisation : Allan Dwan
- Pays de production :  États-Unis
- Langue originale : film muet
- Format : noir et blanc — 35 mm — 1,33:1 — muet
- Genre : western
- Durée : 1 bobine
- Date de sortie : 
  - États-Unis : 25 avril 1912

## Distribution
- J. Warren Kerrigan : Ralph Kennington
- Pauline Bush : Marguerite Hadley
- Jack Richardson : James Raleigh
- Jessalyn Van Trump
- George Periolat : le vieux Hadley
- Louise Lester